# Hafid Meddour
Hafid Meddour est un footballeur algérien né le 16 juin 1982 à Béjaïa. Il évoluait au poste de défenseur.

## Biographie
Il évolue en Division 1 avec le club de la JSM Béjaïa.
Il participe à la Coupe de la confédération en 2008 et en 2009 avec cette équipe.

## Palmarès
- Vainqueur de la Coupe d'Algérie en 2008 avec la JSM Béjaïa.
- Finaliste de la Coupe nord-africaine des vainqueurs de coupe en 2008 avec la JSM Béjaïa.